# Гаврило Тројичанин
Гаврило Тројичанин (средина XVII века), један је од српских историографа и најдаровитијих преписивача, монах манастира  Свете Тројице, на Врхбрезници, код Пљеваља. Својим преписивачким радом,  од 1633. до 1651. године, испољио је више даровитости него било који преписивач овог периода. Поседовао је завидно образовање и занимао се за готово све области људских сазнања која су његована у средњем веку. У манастирским ризницама и библиотекама, сакупљао је упоређивао старе рукописе, преписивао обредне књиге и украшавао их илуминацијама. Његов ћирилички рукопис је обиман, а сачувано је десетак радова (обима неколико хиљада страница).

## Врхбрезнички летопис
У Врхбрезничком летопису (Врхбрезнички запис) из 1650. године, кодификовао је стару српску историографију, скупљајући заједно, у новој редакцији, српски хронограф, родослов, старији летопис и млађи летопис. Резимирајући тако српску историографију, „симболично је обележио крај средњовековне епохе“ (Димитрије Богдановић).

### Превод на савремени српски језик
Врхобрезнички љетопис: књига староставна из 1650, прев. Владета Цвијовић, Подгорица, Историјски институт Црне Горе, 2000.